# Тагзатцунг

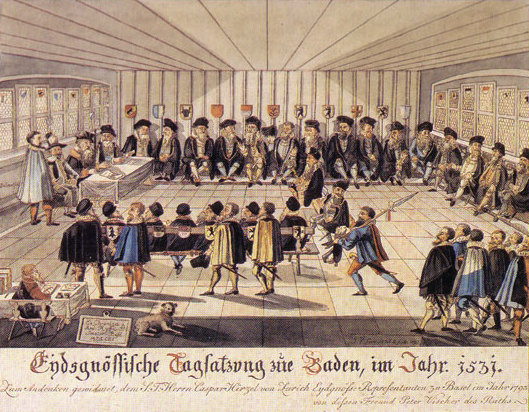
Тагзатцунг 1531 года в Бадене

Тагзатцунг (нем. Tagsatzung), также швейцарский (федеральный) сейм — однопалатный орган государственной (исполнительной и законодательной) власти Швейцарского союза. Швейцарский союз представлял собой пёстрый конгломерат суверенных кантонов, связанных лишь внешнеполитическими интересами, по сути являлся конфедерацией, основанной на принципе верховной власти кантонов, поэтому тагзатцунг был слабым. Существовал до 1848 года.
Представлял собой нерегулярно созываемое собрание депутатов кантонов, которые представляли также зависимые от них «союзные земли» и фогтства. Тагзатцунг не обладал твёрдо установленной компетенцией. Не имел постоянного места сбора. Отсутствовал определённый период созыва, депутаты собирались по мере нужды. Депутаты обсуждали интересы, общие для всего союза: важнейшие дела войны и мира, внешних союзов, отношений между кантонами, денежных взносов, вербовки войск. Депутаты стремились путём переговоров достичь единогласия, необходимого для исполнения решений тагзатцунга, поскольку кантоны были фактически суверенными, но нередко отдельные кантоны отказывались выполнять решения, которые их не устраивали.
В первый раз был собран в 1481 году. С тех пор собирался ежегодно. Право созывать Сейм принадлежало цюрихскому кантону. Заседание продолжалось около пяти недель. Местом для съезда был назначен сперва Баден в кантоне Аргау. В 1712 году для сейма выбран Фрауэнфельд в кантоне Тургау. Каждый кантон отправлял двух депутатов.
Собравшийся в феврале 1797 года сейм в Аргау был распущен во время революции.
19 февраля 1803 года Наполеон издал «Акт о медиации», который возобновил сейм.
18 ноября 1813 года тагзатцунг принял декларацию о нейтралитете Швейцарии. 29 декабря тагзатцунг отменил наполеоновский «Акт о медиации».
В марте 1814 года одновременно состоялось два сейма: один заседал в Люцерне и считал себя выразителем мнения исконного союза 13 кантонов; другой — в Цюрихе — продолжал быть представителем союза 19 кантонов. Однако «великие державы» признавали только второй. 31 марта сейм в Люцерне был распущен. 6 апреля 1814 года оба сейма объединились в Цюрихе в один, начались заседания под председательством Ганса фон Рейнгарда, на которых присутствовали представители 19 кантонов. Сейм образовал дипломатическую комиссию, которой поручено выработать проект союзного договора (федеральный пакт) об образовании Швейцарской Конфедерации. Так называемый Долгий сейм заседал до 13 августа 1815 года. 16 августа 1814 года принят союзный договор. 20 марта 1815 года на Венском конгрессе «великими державами» заключена Венская декларация, касавшаяся судьбы Швейцарии. 7 августа 1815 года в Цюрихе обнародован окончательный текст союзного договора.
В соответствии с союзным договором 1815 года во главе находился союзный сейм, собиравшийся поочередно в трёх главенствующих кантонах. В нем были представители 22 суверенных кантонов с императивными мандатами. Он собирался в первый понедельник июня и состоял из 24 депутатов. Только кантоны Гларус и Аппенцелль посылали по два депутата. Сейм собирался поочередно в шести главных городах: Берне, Фрибуре, Золотурне, Сьоне (Вале), Цюрихе и Люцерне.
В 1832 году был создан Конкордат семи (Зибенбунд), союз 7 протестанских кантонов, который выдвинул программу реформ, предусматривающую пересмотр союзного договора 1815 года. Реформы были заблокированы 7 католическими кантонами, создавшими в 1845 году союз — Зондербунд.
16 августа 1847 года сейм принял резолюцию «чрезвычайной важности», назначив комиссию из 14 человек для рассмотрения вопроса об изменении конституции. За это высказалось большинство кантонов (13 из 22). Позиция радикалов столкнулась с оппозицией со стороны Зондербунда, угрожавших сецессией. Тагзатцунг принял решение о роспуске Зондербунда. Состоялась кратковременная гражданская война с 4 по 30 ноября 1847 года. После военного поражения в гражданской войне и распада Зондербунда Сейм вернулся к обсуждению вопроса об изменении союзного договора 1815 года и принятии новой конституции. 12 сентября 1848 года тагзатцунг принял конституцию, а 6 ноября сложил свои полномочия и передал их новым центральным органам исполнительной и законодательной власти — Федеральному совету и Федеральному собранию соответственно.